# Kompozit fotó

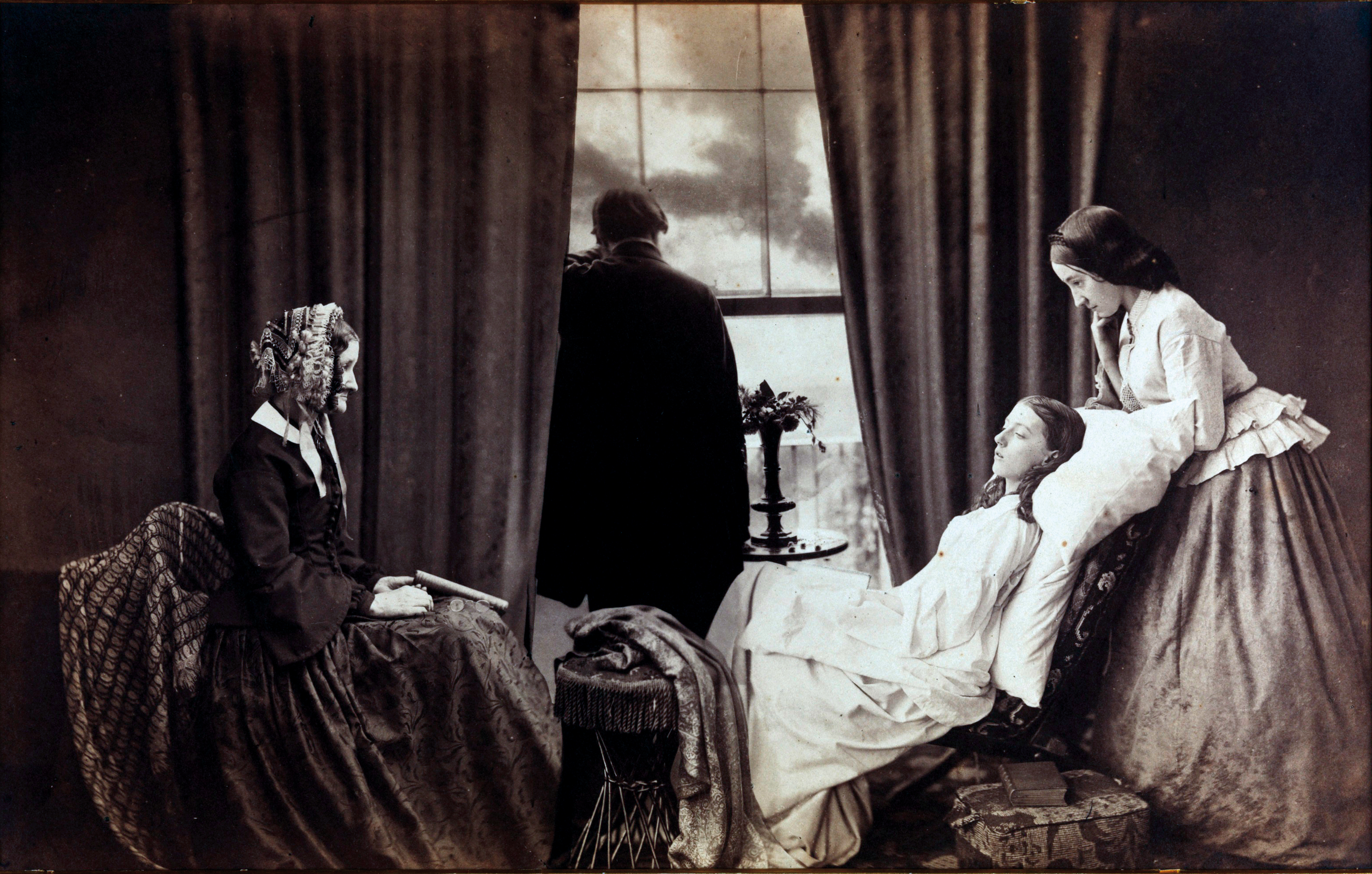
Egy híres kompozit fotográfia: Henry Peach Robinson A haldokló búcsúja (albuminpapír, 1858), George Eastman House

A kompozit fotó a kompozit képek gondosan megrajzolt, előre eltervezett kompozícióhoz készített, általában többalakos csoportképek és tájképek utólagos egymásra, illetve egymás mellé montírozása. Így nyílt lehetőség először bonyolult, sokszereplős, nehéz fényviszonyok közé szerkesztett jelenetek kialakítására. A fotográfia kezdeti időszakában, a 19. század ötvenes-hatvanas éveiben a képrögzítési technikák lényegesen fejletlenebbek voltak még, valamennyi kép elkészítése gondos tervezést és szervezést igényelt. Gyakorlatilag lehetetlen volt egy képen eltérően megvilágított vagy eltérő kontrasztú témák szerepeltetése. Ezt a technikai korlátot lépték át a kompozit fotókkal, a külön-külön elkészített képek egybeszerkesztésével, egymásra vetítésével, egymásra montírozásával.
A kompozit fotó mint képzőművészeti irányzat a 20. századi fotómontázs, fotókollázs előfutára, a piktorializmus előfutára. Ma is gyakran használt képzőművészeti módszer illetve stílus, bár ma már szinte kizárólag számítógépes úton készülnek kompozit képek.
Legismertebb képviselői: Oscar Gustave Rejlander Az élet két útja (1857) és Henry Peach Robinson A haldokló búcsúja (1858). Különösen a Robinson-képen figyelhető meg az említett nagy kontrasztkülönbség: korabeli technikával egész egyszerűen nem lehetett volna lefényképezni a szobabelsőt és az ablakon elénk táruló látványt úgy, hogy a kép mindkét említett részlete értékelhető legyen.